# Naarda nigripalpis
Naarda nigripalpis is een vlinder uit de familie spinneruilen (Erebidae). De wetenschappelijke naam is voor het eerst geldig gepubliceerd in 1916 door Hampson.
De soort komt voor in het Afrotropisch gebied.